# ジョヴァンニ・チェルボーネ
ジョヴァンニ・チェルボーネ（Giovanni Cervone, 1962年11月16日-）はイタリア・ブルシャーノ出身の元サッカー選手。ポジションはGK。

## 経歴
1989-90シーズンから1996-97シーズンまでASローマでプレー、怪我での負傷離脱時を除き正GKとして活躍。通算では246試合に出場した。1990-91シーズンにはUEFAカップ、コッパ・イタリアで共に決勝に進出、このうちコッパ・イタリアを制した。1992-93シーズンのコッパ・イタリアでは、ACミランとの準決勝第2戦においてパパンのPKをセーブしてチームを決勝に導いた。
1990年のイタリアワールドカップには第3GKとして召集されるはずであったが、怪我で参加出来なかった。
1999-2000シーズン、ラヴェンナでのプレーを最後に引退した。